# سیارک ۱۱۳۹۵۰
سیارک ۱۱۳۹۵۰ (به انگلیسی: 113950 Donbaldwin، نامگذاری:2002TC315) صد و سیزده هزار و نهصد و پنجاهمین سیارک کشف شده‌است که در ۴ اکتبر ۲۰۰۲ کشف شد.